# Osady Radzanowskie
Osady Radzanowskie – część wsi Radzanów w Polsce, położona w województwie świętokrzyskim, w powiecie buskim, w gminie Busko-Zdrój.
W latach 1975–1998 Osady Radzanowskie administracyjnie należały do województwa kieleckiego.